# درسی در عشق (فیلم ۱۹۳۱)
«درسی در عشق» (انگلیسی: A Lesson in Love (1931 film)) یک فیلم به کارگردانی کیسی رابینسون است که در سال ۱۹۳۱ منتشر شد. از بازیگران آن می‌توان به هلن کان و میلارد میچل اشاره کرد.